# Parachaetocladius abnobaeus
Parachaetocladius abnobaeus är en tvåvingeart som först beskrevs av Wülker 1959.  Parachaetocladius abnobaeus ingår i släktet Parachaetocladius, och familjen fjädermyggor. Arten har ej påträffats i Sverige.